# Chilkat-Wirkerei

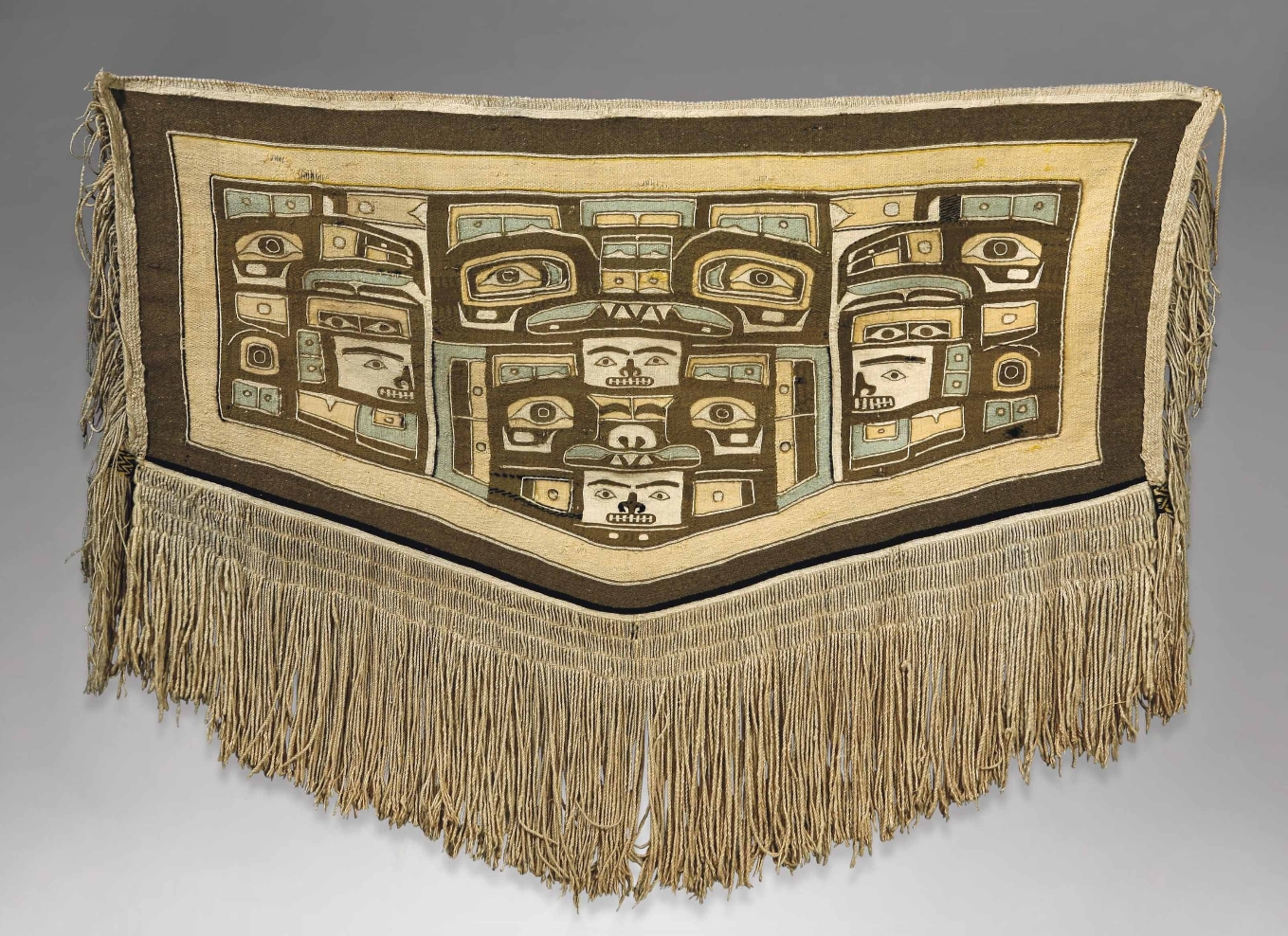
Mary Ebbetts Hunt/Anisalaga (1823–1919): Chilkat-Textil, ca. 1865–1871, Höhe 117 cm, Alert Bay, U’mista Cultural Society.

Die Chilkat-Wirkerei (englisch Chilkat weaving) ist eine traditionelle Form des Bildwirkens, die von den Tlingit, Tsimshian und anderen Nordwestküstenvölkern in Alaska und British Columbia praktiziert wird. Chilkat-Textilien werden von hochrangigen Mitgliedern der Gemeinschaften bei zivilen oder zeremoniellen Anlässen, etwa beim Potlatch, getragen.

## Begriff
Der Begriff Chilkat geht auf eine Gemeinschaft der Küsten-Tlingit die, Jilḵáat Ḵwáan zurück, die entlang des Chilkat Rivers und auf der Chilkat-Halbinsel im Gebiet rund um das heutige Haines lebte. Englischsprachige Reisende kamen dort mit dieser textilen Technik das erste Mal in Kontakt, so dass der Name der Gemeinschaft, dazu in englischer Aussprache, auf die Technik übertragen wurde.

## Beschreibung

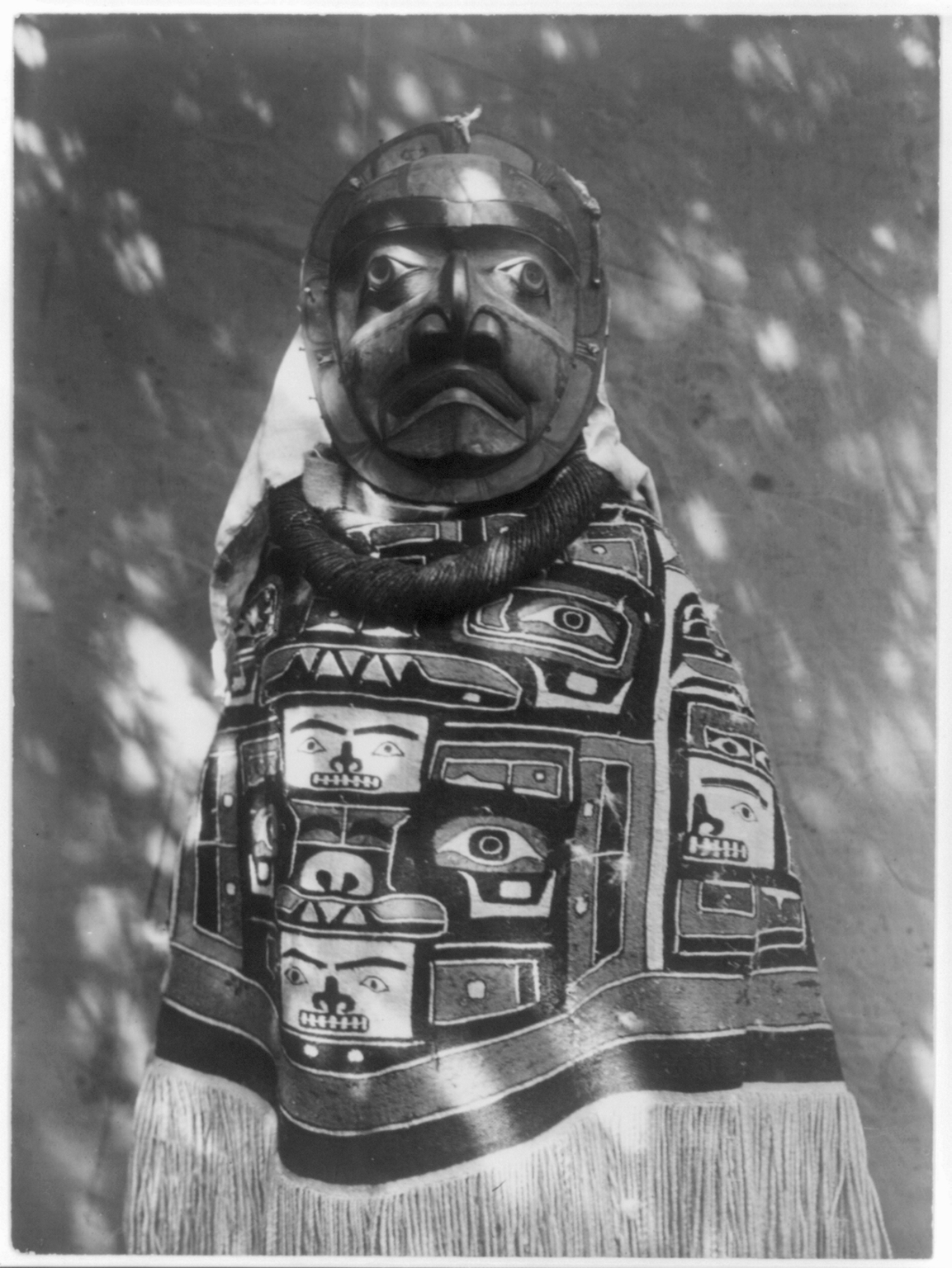
Eine Kwagu'ł-Frau trägt das von Mary Ebbetts Hunt gefertigte Chilkat-Textil (siehe Foto oben rechts), einen Hamatsa-Halsring und eine Maske, die einen verstorbenen Verwandten darstellt, der Schamane war. Fotografiert von Edward Curtis, ca. 1883.

Chilkat-Textilien, fälschlicherweise oft Chilkat-Decken genannt, bestehen meist aus einem horizontalen Bildfeld, das an den Seiten und am unteren Rand mit langen Fransen abschließt. Das Bildfeld ist üblicherweise von einem breiten, zweifarbigen Rahmen umgeben und am unteren Rand leicht V-förmig. 
In dieser Form werden die Chilkat-Textilien als eine Art Mantel oder Überwurf getragen. Sie können aber auch in anderer Form, etwa als Tanztuniken, Schürzen, Beinlinge, Hemden, Westen oder Taschen, verwendet werden. Üblicherweise wurden die Chilkat-Textilien für einen bestimmten Zweck und Träger in Auftrag gegeben und hergestellt, beispielsweise für den Ehemann der Wirkerin. Auch Gemeinschaften gaben Chilkat-Textilien in Auftrag, beispielsweise für besondere historische, spirituelle oder soziale Ereignisse, sowie als Bezahlung oder Geschenk für eine andere Gemeinschaft.

### Materialien und Motive
Traditionell wurde für die Chilkat-Textilien vor allem die gefärbte oder naturfarbene Wolle der Schneeziege verwendet, verzwirnt mit Rinde der Alaska-Zeder. Heute wird auch Schafwolle und Merinowolle benutzt. Die Motive bestehen aus den traditionellen Formlinien der Nordwestküstenvölker, die stark stilisierte, repräsentative Clanwappen und Figuren aus der Mythologie darstellen – oft Tiere und insbesondere deren Gesichtszüge. Die Motive werden von Künstlern, oft den Ehemännern der Wirkerinnen, auf ein Holzbrett gezeichnet oder von den Wirkerinnen selbst entwickelt. Gelb und Schwarz sind die vorherrschenden Farben in den Textilien, ebenso wie die natürliche Farbe der ungefärbten Wolle. Blau kann eine Sekundärfarbe sein. Ab etwa 1850 signierten die Wirkerinnen ihre Werke mit farbigen Fäden, die sie um die Fransen in der unteren Ecke wickelten.

### Textile Technik
Für die Chilkat-Textilien werden Webrahmen verwendet, die nur einen oberen Rahmen und vertikale Stützen haben, aber keinen unteren Rahmen, so dass die Kettfäden frei hängen. Die Wirkerin sitzt mit angezogenen Beinen auf dem Boden vor dem Webrahmen; manchmal arbeiteten mehrere Wirkerinnen an einem Textil. Die Künstlerin flicht die Schussfäden in vertikalen Abschnitten von oben nach unten ein, anstatt sie horizontal mit einem Schiffchen von einem Ende zum anderen zu bewegen. Daher sind viele Muster in vertikale Spalten unterteilt. Wie bei den meisten Kunstwerken der Nordwestküste sind diese Spalten zweiseitig symmetrisch. Das Wirken eines Chilkat-Textils kann einige Monate bis zu mehreren Jahren dauern.

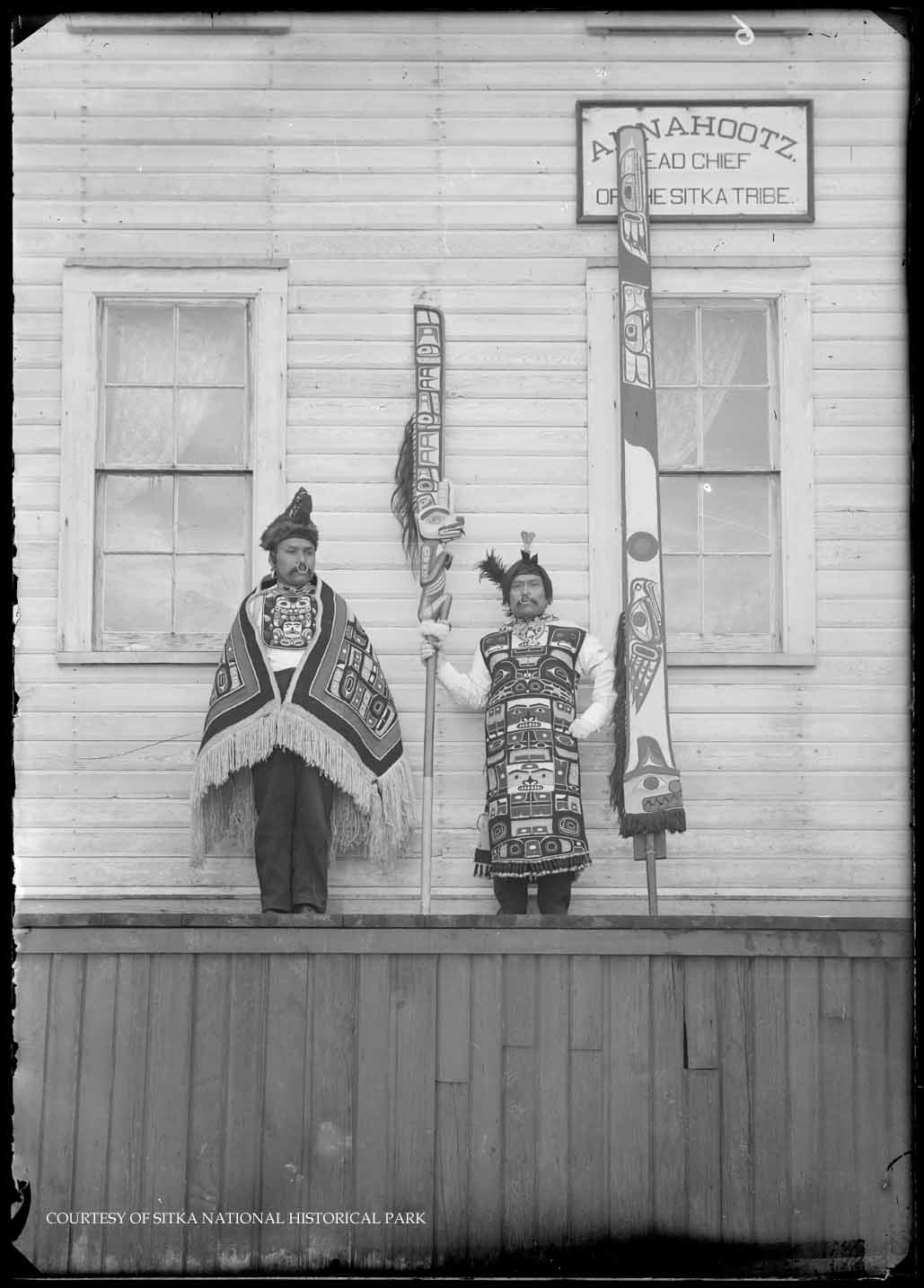
Zwei Tlingit-Männer, einer mit Chilkat-Überwurf, einer in Chilkat-Tunika, Sitka, ca. 1904, Foto von E.W. Merrill.
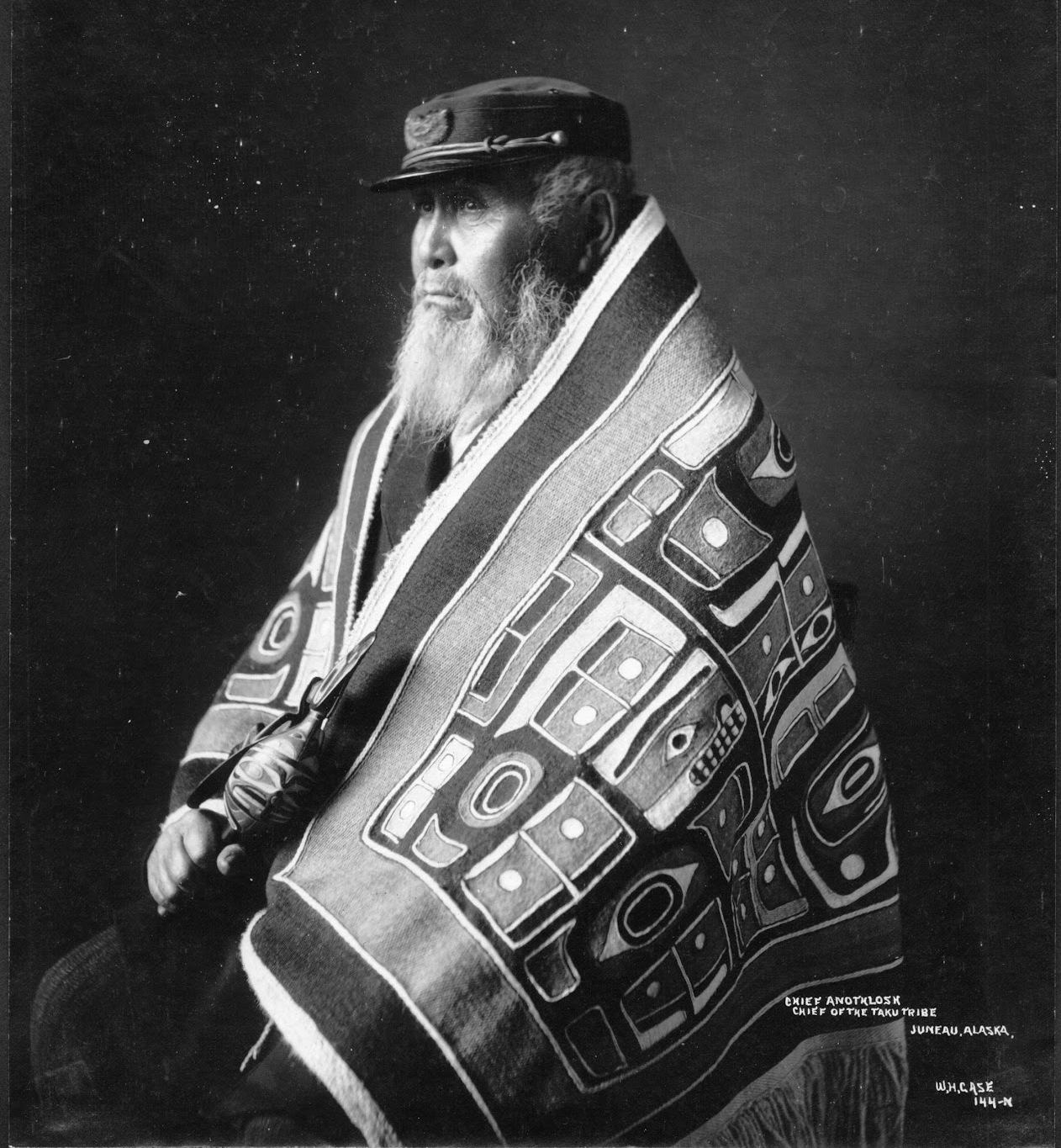
Chief Anotklosh/Aanyálahaash der Taku im Chilkat-Gewand, Juneau, Alaska, ca. 1913.
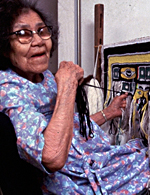
Jennie Thlunaut am Webrahmen, ca. 1986
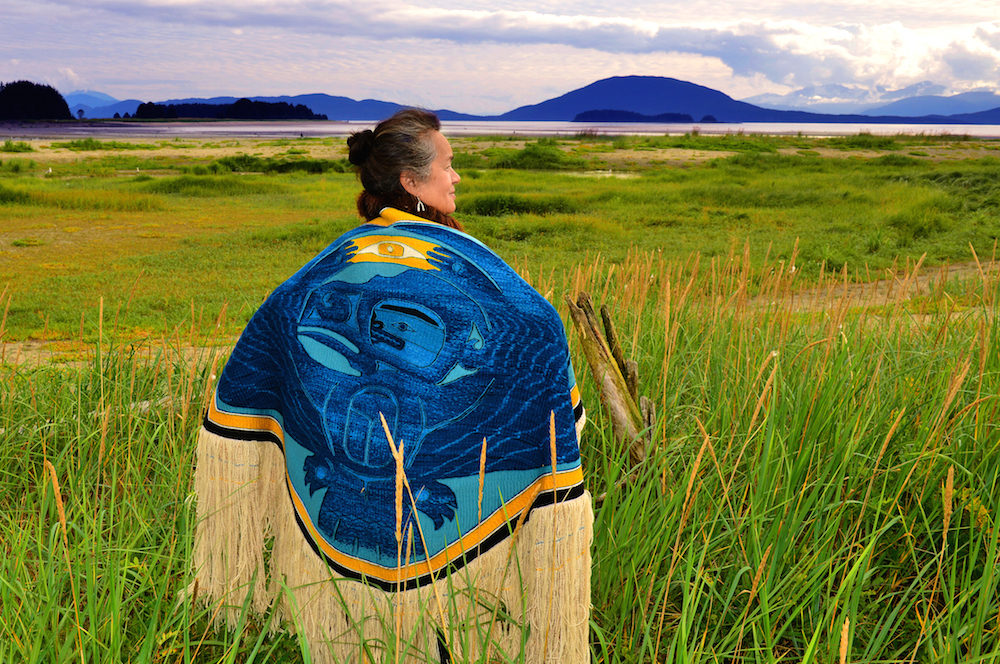
Clarissa Rizal in ihrem Ägyptischer-Rabe-Gewand, 2016.

## Geschichte

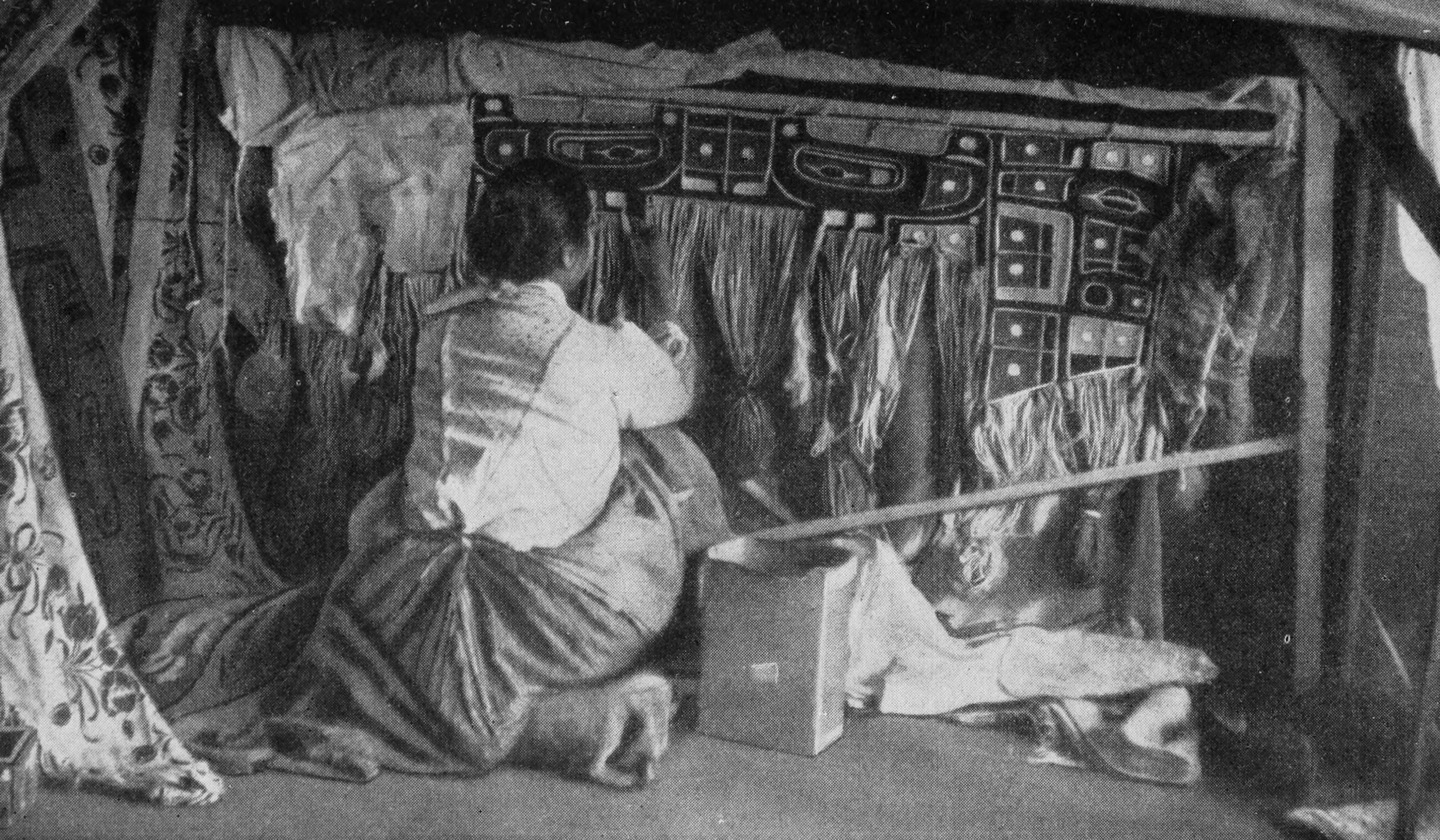
Eine unbekannte Chilkat-Wirkerin bei der Arbeit am Webrahmen, ca. 1900. Aus S. Hall Youngs Buch Alaska Days with John Muir von 1915

Einigen Tlingit-Frauen zufolge sollen die Nisga’a diese Technik erfunden haben, obwohl dies in tsimshischen Quellen nicht belegt ist. Tlingit-Ethnologe Louis Shotridge/Stoowukháa (1882–1937), dessen Ehefrau Florence Shotridge/Kaatxwaaxsnéi (1882–1917) selbst Chilkat-Wirkerin war, beschrieb in den 1920er Jahren den Beginn der Chilkat-Wirkerei mit dem „Regensturm-Gewand“ und der „Bieber-Schürze“, zwei historischen Chilkat-Textilien. Diese seien durch Handel aus einer Tsimshian-Gemeinschaft in den Besitz des Tlingit-Adligen K’uxhshóo II. und dessen Ehefrau Yeidukdatán in Klukwan gelangt. Deren Tochter Kh’aluwa Tláa habe diese bis dahin geheim gehaltene textile Technik zwei Winter lang zusammen mit ihrer Mutter studiert und die erste Chilkat-Wirkerei der Tlingit angefertigt. Die Technik wurde daraufhin innerhalb des Adels der Jilḵáat Ḵwáan und Jilḵoot Ḵwáan weitergegeben. Shotridge gibt kein Äquivalent zur westlichen Zeitrechnung an, laut Zachary R. Jones stammen die ersten Nachweise von Chilkat-Textilien aus dem 17. Jahrhundert. Jones weist darauf hin, dass es keinen Nachweis dafür gibt, dass Chilkat-Wirkerei bei den Haida durchgeführt wurde, obwohl sich Chilkat-Textilien in Haida-Gemeinschaften und -Museen befinden.
Traditionell wurde die Technik und das notwendige Wissen rund um die Herstellung und Vorbereitung der Materialien von den Tlingit-Wirkerinnen an ihre Töchter während der Pubertät weitergegeben. Tlingit-Mädchen verbrachten diese Zeit abgeschieden im Kreis der Familie, in der sie auf ihr Erwachsenenleben vorbereitet wurden. Florence Shotridge schrieb dazu: „Nachdem sie in allem Sorgfalt erworben hat, erhält sie einen wichtigen Auftrag, beispielsweise die Anfertigung eines zeremoniellen Kostüms für einen berühmten Tänzer oder etwas für eine hochrangige Persönlichkeit. Damit soll sie verstehen lernen, was es bedeutet, Dinge für die Gemeinschaft zu tun.“
Bei den Tlingit wurden Chilkat-Textilien historisch ausschließlich von Künstlerinnen aus der aristokratischen Schicht, aanyádi, hergestellt. Die erste anthropologische Studie verfassten George T. Emmons und Franz Boas mit The Chilkat Blanket, die 1907 in den Memoirs of the American Museum of Natural History erschien. Emmons schätzte damals, dass es unter den Tlingit etwa 20 aktive Chilkat-Wirkerinnen gab. Zachary R. Jones konnte für die Zeit zwischen 1750 und 1989 insgesamt rund 50 Wirkerinnen der Tlingit namentlich identifizieren.

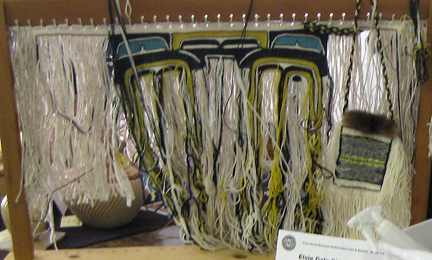
Webrahmen mit einem angefangenen Chilkat-Textil, gewirkt von Elsie Gale Stewart-Burton (Haida), Ketchikan, Alaska

Eine wichtige Rolle für die Weitergabe der Chilkat-Technik im 20. Jahrhundert spielte die Tlingit Jennie Johnson Thlunaut/Shax’saani Kéek’ (1890–1986). Sie lernte die Wirkerei ab 1902 von ihrer Mutter Ester Tom Johnson/Kaakwdagáan und anderen weiblichen Verwandten. Ihre Kenntnisse der Formliniengestaltung waren so umfassend, dass sie ihre eigenen Muster nach den traditionellen Regeln entwerfen konnte.
In den 1990er Jahren gab es wohl kaum noch ein halbes Dutzend Frauen, die die Chilkat-Wirkerei praktizierten. Thlunaut bildete unter anderen Anna Brown Ehlers und Clarissa Rizal (1956–2017) aus. Rizal und andere arbeiteten daran, eine neue Generation von Wirkerinnen auszubilden, und seither haben wieder mehr Menschen in den Gemeinschaften der Tlingit, Haida und Tsimshian mit dem Chilkat-Wirken begonnen.